# El bueno, el malo y el raro
El bueno, el malo y el raro (Hangul: 좋은 놈, 나쁜 놈, 이상한 놈; Romanización: Jo-eun nom nappeun nom isanghan nom) es una película de acción surcoreana de 2008, dirigida por Kim Ji-Woon, protagonizada por Song Kang. -ho, Lee Byung-hun, y Jung Woo-sung. Fue inspirada por El bueno, el malo y el feo de Sergio Leone.
La película se estrenó en el Festival de Cine de Cannes de 2008. Recibió reacciones positivas con críticos que elogiando la acción, la cinematografía y la dirección. La película marca la segunda colaboración entre el actor Lee Byung-hun y el director Kim Ji-Woon, quienes previamente colaboraron en el drama de gánsteres A Bittersweet Life y lo harían nuevamente en Akmareul boattda.

## Trama
En el paraje desértico de la Manchuria ocupada en 1939, Park Chang-yi, El Malo (Lee Byung-hun), un bandido y sicario, es contratado para que adquiera un mapa del tesoro de un funcionario japonés que viaja en tren. Sin embargo, antes de poder conseguirlo, Yoon Tae-goo, El Raro (Song Kang-ho), un ladrón, se roba el mapa y queda atrapado durante el descarrilamiento del tren causado por El Malo. Esto desencadena en la matanza de los guardias japoneses y de Manchuria, y varios civiles. Park Do-won, El Bueno (Jung Woo-sung) -un cazarrecompensas con ojos de águila- aparece en la escena para reclamar la recompensa que pesa sobre Chang-yi. Mientras tanto, Tae-goo escapa, eludiendo a sus perseguidores. Una cuarta fuerza, un grupo de bandidos de Manchuria, también quiere obtener el mapa a fin de venderlo en el mercado negro. Tae-goo espera descubrir los secretos del mapa y recuperar lo que él cree debe ser oro y riquezas enterradas por la dinastía Qing justo antes del colapso de su gobierno. A medida que la historia continúa, se produce una serie de peleas para recuperar el precioso mapa, con recompensas colocadas en las cabezas de los protagonistas y el Ejército Imperial Japonés corriendo para reclamar su mapa, ya que aparentemente puede "salvar al Imperio Japonés".
Después de una serie de tiroteos y persecuciones, estalla una batalla final en la que el ejército japonés, los bandidos de Manchuria, Do-won, Chang-yi y su pandilla persiguen a Tae-goo al mismo tiempo. El ejército japonés mata a la mayoría de los bandidos. Do-won mata a muchos soldados japoneses y provoca una explosión que los aleja. La pandilla de Chang-yi muere lentamente y mata a los que intentan abandonar la persecución. Solo Chang-yi, Tae-goo y Do-won llegan al "tesoro". Sin embargo, descubren que no es más que un agujero tapiado en el desierto. Chang-yi reconoce a Tae-goo como el "Cortador de dedos", un criminal que le cortó el dedo en una pelea de cuchillos hace cinco años, y al hombre que Do-won pensó que era Chang-yi. Enfrentándose el uno con el otro en un acto final de venganza por las ofensas que sufrieron, finalmente se disparan entre sí en un prolongado duelo. Los tres yacen en la arena, muriendo y solos; es entonces que el "agujero inútil" por el que lucharon estalla en un géiser de petróleo crudo. Do-won sobrevive junto con Tae-goo. Con una nueva recompensa sobre Tae-goo, comienza una nueva persecución mientras huye a través del desierto de Manchuria.

## Reparto
- Song Kang-ho como Yoon Tae-goo, el Raro
- Lee Byung-hun como Park Chang-yi, el Malo
- Jung Woo-sung como Park Do-won, el Bueno
- Yoon Je-moon como Byeong-choon, es la mano derecha del líder bandido de Manchuria.[5]
- Ryu Seung-soo como Man-gil, el amigo de Yoon Tae-goo.
- Song Yeong-chang como Kim Pan-joo
- Ma Dong-seok como Gom (Bear)
- Son Byong-ho como Seo Jae-sik
- Oh Dal-su como Park Seo-bang
- Jin Seon-kyu un miembro de la banda Ghost Market.
- Uhm Ji-won como Na-yeon (cameo)
- Oh Yeon-ah como una pasajera japonesa en el tren (cameo)

## Reacciones
El bueno, el malo y el raro recibió críticas generalmente positivas. El sitio web Rotten Tomatoes informó que el 84% de los 60 críticos de la muestra le dieron críticas positivas a la película y obtuvo una calificación promedio de 7.2 sobre 10, afirmando que "Aunque nunca se tome demasiado en serio, este desenfrenado y alegre Western Coreano inspirado en Sergio Leone es muy divertido ". Variety dijo que "Este se encuentra con el oeste y luego con el este otra vez, con buenos resultados para el paladar, en 'The Good the Bad the Weird', es un kimchi western que toma descaradamente de sus antepasados spaghetti pero se mantiene firme y vigorosamente coreano" dando a la película 3,5 de 5 estrellas. The New York Post le otorgó una calificación de cuatro estrellas de cinco, afirmando que "El bueno, el malo y el raro puede deberle mucho a otras películas, pero siempre se mantiene fresca y nunca es aburrida". La revista Empire le otorgó una calificación de tres estrellas sobre cinco comentando que "una narración enredada y un final flojo restan valor a un Spaghetti Eastern Western". El crítico de Time Out Tom Huddlestone declaró que "esto es filmar como un rodeo: moretones y, en última instancia, sin sentido, pero emocionante como el infierno mientras dure" dándole a la película cuatro de cinco estrellas.